# تاكاهيرو واتانابي
تاكاهيرو واتانابي (باليابانية: 渡辺高博؛ بالكانا: わたなべ たかひろ) هو عداء سريع ياباني، ولد في 8 أبريل 1970.

## وصلات خارجية
- تاكاهيرو واتانابي على موقع الاتحاد الدولي لألعاب القوى (الإنجليزية)
- تاكاهيرو واتانابي على موقع أوليمبيديا (الإنجليزية)